# Orgilus vallis
Orgilus vallis är en stekelart som beskrevs av Muesebeck 1970. Orgilus vallis ingår i släktet Orgilus och familjen bracksteklar. Inga underarter finns listade i Catalogue of Life.